# Ruizterania
Ruizterania je biljni rod od  14 priznatih vrsta grmova i drveća iz tropske Amerike. Pripada porodici Vochysiaceae.
Rod je opisan u Pittieria 2: 6. 1969.

## Vrste
1. Ruizterania albiflora (Warm.) Marc.-Berti
2. Ruizterania belemnensis (Ducke) Marc.-Berti
3. Ruizterania cassiquiarensis (Spruce ex Warm.) Marc.-Berti
4. Ruizterania esmeraldae (Standl.) Marc.-Berti
5. Ruizterania ferruginea (Steyerm.) Marc.-Berti
6. Ruizterania gardneriana (Warm.) Marc.-Berti
7. Ruizterania nitida (Stafleu) Marc.-Berti
8. Ruizterania obtusata (Briq.) Marc.-Berti
9. Ruizterania retusa (Spruce ex Warm.) Marc.-Berti
10. Ruizterania rigida (Stafleu) Marc.-Berti
11. Ruizterania sacculata (Stafleu) Marc.-Berti
12. Ruizterania trichanthera (Spruce ex Warm.) Marc.-Berti
13. Ruizterania urceolata (Stafleu) Marc.-Berti
14. Ruizterania wittrockii (Malme) Marc.-Berti

## Sinonimi
- Qualea sect. Ruizterania Stafleu; bazionim